# Nikita Mazepin
Nikita Dmitrijevitj Mazepin (Ryska: Ники́та Дми́триевич Мазе́пин, IPA: [nʲɪkʲɪˈta dˈmʲɪtrʲɪvʲɪtɕ mɐˈzʲepʲɪn]; född 2 mars 1999 i Moskva i Ryssland, är en rysk racerförare som körde för Haas F1 Team i Formel 1.
Haas F1 Team bekräftade den 1 december 2020 att Mazepin kommer att vara en av deras förare i formel 1 säsongen 2021.
 Mazepin kör med nummer 9. Mazepin kom femma i Formel 2 2020.
Han är son till Dmitrij Mazepin som är aktieägare och ordförande för Uralchem Integrated Chemicals Company samt sponsor av Haas F1 Team. Den 5 mars 2022 meddelade Haas att de avbryter samarbetet med Mazepin med omedelbar effekt, efter Rysslands invasion av Ukraina. Haas avslutade även samarbetet med sponsorn Uralkali.

## Karriär

### Formula 3 European Championship
År 2016 körde Mazepin i Formel 3 European Championship för Hitech Grand Prix. Efter en väldigt dålig säsong hamnade han på tjugonde, det vill säga sista plats, i mästerskapet. Trots resultatet stannade han kvar för ytterligare en säsong. År 2017 förbättrade han sitt resultat och hamnade på podiet tre gånger. Han slutade på en tionde plats i mästerskapet.

### GP3
Mazepin lämnade F3 för att köra i Gp3 för ART Grand Prix tillsammans med Callum Ilott, Jake Hughes och framtida mästaren Anthoine Hubert. Mazepin säkrade fyra vinster, flest bland alla förare den säsongen, och slutade på en andraplats, endast 16 poäng bakom Hubert. ART Grand Prix vann även konstruktörsmästerskapet.

### Formel 2
År 2019 avancerade Mazepin till formel 2 där han blev stallkamrat med Nyck de Vries vid ART Grand Prix. Hans säsong var särskilt anmärkningsvärd då han orsakade en olycka mellan sig själv och Nobuharu Matsushita under ett lopp vid Sotji Autodrom. Hans lagkamrat vann mästerskapet, Mazepin hamnade på en 18:e plats i mästerskapet med endast 11 poäng. 
Säsongen 2020 signerade Mazepin för att köra med nya Hitech Grand Prix Team där hans stallkamrat blev italienska Luca Ghiotto.

### Formel 1
Den 1 december 2020 meddelade Haas att Mazepin kommer att vara deras förare i säsongen 2021 och framåt. Den 5 mars 2022 meddelade Haas att de avbryter samarbetet med Mazepin med omedelbar effekt, efter Rysslands invasion av Ukraina. Haas avslutar även samarbetet med sponsorn Uralkali.

## Formel 1-karriär
| Säsong            | Stall/Tillverkare | Placering         | Lopp | Poäng | Etta | Tvåa | Trea | Pole | Varv |
| ----------------- | ----------------- | ----------------- | ---- | ----- | ---- | ---- | ---- | ---- | ---- |
| 2021              | Haas-Ferrari      | 21                | 22   | 0     | 0    | 0    | 0    | 0    | 0    |
| Sammanlagt (2021) | Sammanlagt (2021) | Sammanlagt (2021) | 22   | 0     | 0    | 0    | 0    | 0    | 0    |

## Kontroverser
Nikita Mazepin har under sin racingkarriär varit känd för sitt farliga körande och har under tidigare säsonger varit nära automatiska avstängningar på grund av detta. 
Strax efter tillkännagivandet att Mazepin skulle tävla för Formel 1 stallet Haas spred sig en video från Mazepins Instagram där han framstår ofreda en kvinna som sitter i hans bil. Händelsen ledde till stort uppror inom racingvärlden och spekulationer huruvida Mazepin skulle tillåtas tävla för Haas F1 Team eller ej florerade. Den 23 December lämnade Haas ett utlåtande där man uppgav att Mazepin skulle tillåtas tävla samt att händelsen var internt utredd.